# John Martin (politikus)
John Martin (Hartsville, 1833. november 12. – Topeka, 1913. szeptember 3.) az Amerikai Egyesült Államok szenátora (Kansas, 1893–1895).